# Maria Aurèlia Capmany

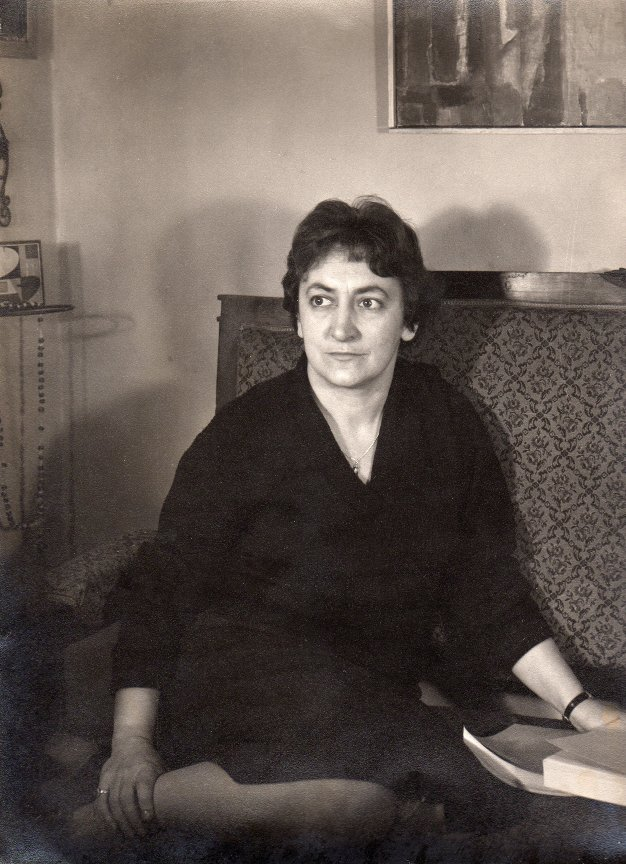
Maria Aurèlia Capmany

Maria Aurèlia Capmany i Farnés (* 3. August 1918 in Barcelona; † 2. Oktober 1991 ebenda) war eine spanische Romanistin, Dramatikerin und Essayistin aus Katalonien. Sie erhielt 1968 den Premi Sant Jordi de novel·la für ihr Werk Un lloc entre els morts und 1948 den Joanot-Martorell-Preis für El cel no és transparent. Von 1979 bis 1983 war sie Präsidentin des katalanischen P.E.N. Zudem war sie als Kulturaktivistin, Feministin und Antifranquistin aktiv.

## Leben
Capmany war die Enkelin von Sebastià Farnés, Autor von der Paremiologia catalana comparada, und Tochter von Aureli Capmany, Folklorist und Mitarbeiter bei verschiedenen Magazinen für Kinder. Die Familie lebte an der Rambla in Barcelona. Sie absolvierte ein Studium der Philosophie an der Universität Barcelona.
In den 1940er und 1950er Jahren war sie Dozentin am Institut Albéniz in Badalona und der Escola Isabel de Villena in Barcelona. Sie arbeitete auch als Glasgraveurin.
Capmany war 1947 Finalistin des Joanot-Martorell-Preises mit ihrem ersten Roman Necessitem morir (veröffentlicht im Jahr 1952). Sie erhielt 1948 den Preis für El cel no és transparent. Sie hatte großen Erfolg als Erzählerin mit Romanen wie Betúlia, El gust de la pols und besonders Un lloc entre els morts, Premi Sant Jordi 1968. 1981 erhielt sie den Ramon-Fuster-Preis, vergeben vom Col·legi Oficial de Doctors i Llicenciats en Filosofia i Lletres i en Ciències de Catalunya, und 1983 gewann sie den Premi Crítica Serra d’Or de Literatura Infantil i Juvenil mit El malefici de la reina d’Hongria.
Capmany war eine der vielseitigsten katalanischen Schriftstellerinnen, da sie sich mit der Erzählung, Übersetzung, Theater, Essay und anderen Gattungen beschäftigt hatte.
Im Jahr 1959 begründete sie mit Ricard Salvat die Escola d’Art Dramàtic Adrià Gual. Dort war sie als Lehrerin, Schauspielerin und Regisseurin tätig. Sie hat verschiedene eigene Werke uraufgeführt, wie z. B. Preguntes i respostes sobre la vida i la mort de Francesc Layret, advocat dels obrers de Catalunya.
Als Essayistin war sie bekannt für ihre Werke über den Zustand der Frauen, wie z. B. La dona a Catalunya: consciència i situació im 1966, oder die Memoiren Pedra de toc (1 und 2), Mala memòria, und Això era i no era.
Capmany nahm am Míting de la Llibertat (22. Juni 1976) teil und an der konstituierenden Sitzung des Partit Socialista de Catalunya-Congrés (November 1976).
Sie war Ratsfrau und Verantwortliche für Cultura i d’Edicions am Rathaus von Barcelona für die Partit dels Socialistes de Catalunya (PSC) und Mitglied der Diputació de Barcelona von 1983 bis zu ihrem Tod am 2. Oktober 1991. Capmany war auch Mitglied der Associació d’Escriptors en Llengua Catalana, und Präsidentin des katalanischen P.E.N.

## Werke

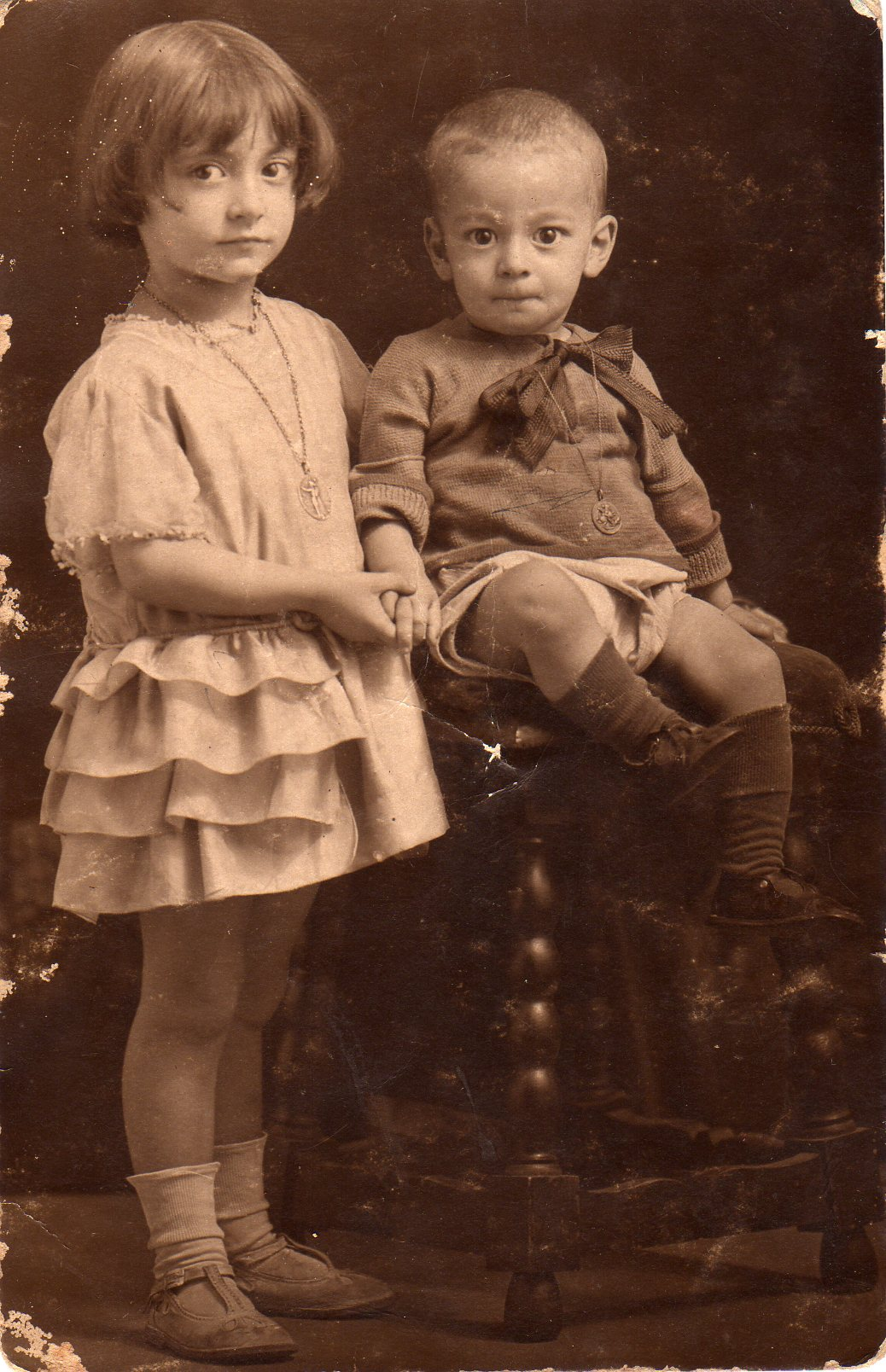
Maria Aurèlia Capmany mit 3 Jahren, daneben ihr Bruder Jordi

### Roman
- Necessitem morir. Barcelona: Aymà, 1952 / Barcelona: Proa, 1977
- L’altra ciutat. Barcelona: Selecta, 1955
- Tana o la felicitat. Palma de Mallorca: Moll, 1956
- Betúlia. Barcelona: Selecta, 1956
- Ara. Barcelona: Albertí, 1958 / Barcelona: Plaza & Janés, 1988
- Traduït de l’americà. Barcelona: Albertí, 1959
- El gust de la pols. Barcelona: Destino, 1962 / Barcelona: Edicions 62, 1986
- La pluja als vidres. Barcelona: Club Editor, 1963
- El desert dels dies. Barcelona: Occitània, 1966
- Un lloc entre els morts. Barcelona: Nova Terra, 1967 / Barcelona: Laia, 1979 / Barcelona: Edicions 62, 1984 / Barcelona: Proa, 1999
- Feliçment, jo sóc una dona. Barcelona: Nova Terra, 1969 / Barcelona: Laia, 1983 / Barcelona: Barcanova, 1994
- Vitrines d’Amsterdam. Barcelona: Club Editor, 1970
- Quim-Quima. Barcelona: Estela, 1971 / Barcelona: Laia, 1977 / Barcelona: Planeta, 1991
- El jaqué de la democràcia. Barcelona: Nova Terra, 1972 / Barcelona: La Magrana, 1987
- Vés-te’n ianqui. Barcelona: Laia, 1980 / Barcelona: Barcanova, 2006
- Lo color més blau. Barcelona: Planeta, 1983
- El cap de Sant Jordi. Barcelona: Planeta, 1988.

#### Erzählungen
- Com una mà. Palma de Mallorca: Moll, 1952
- Cartes impertinents de dona a dona. Palma de Mallorca: Moll, 1971
- Numnius Dexter Optatur, Papa de Roma. Barcelona: Tarot, 1971
- Coses i noses. Barcelona: La Magrana, 1980
- Fumar o no fumar: vet aquí la qüestió (mit Pere Calders). Barcelona: Destino, 1988
- Aquelles dames d’altres temps. Barcelona: Planeta, 1990
- De veu a veu: contes i narracions. [mit Montserrat Roig]. Barcelona: Cercle de Lectors, 2001

#### Kinder- und Jugendliteratur
- Anna, Bel i Carles. Barcelona: Lumen, 1971
- Ni teu, ni meu. Barcelona: La Galera, 1972
- L’alt rei en Jaume. Barcelona: Aymà, 1977
- Àngela i els vuit mil policies. Barcelona: Laia, 1981
- El malefici de la reina d’Hongria o Les aventures dels tres patrons de nau. Barcelona: Barcanova, 1982
- Contes. Barcelona: Publicacions de l’Abadia de Montserrat, 1993
- La rialla del mirall. Barcelona: Empúries, 1989

#### Theaterwerke
- Tu i l’hipòcrita. Palma de Mallorca: Moll, 1960
- Vent de garbí i una mica de por. Palma de Mallorca: Moll, 1968
- Preguntes i respostes sobre la vida i la mort de Francesc Layret, advocat dels obrers de Catalunya.  [mit Xavier Romeu i Jover]. París: Edicions * Catalanes de París, 1970 / Madrid: Moisés Pérez Coterillo, 1976 / Barcelona: Institut del Teatre-Diputació de Barcelona, 1992
- L’ombra de l’escorpí. València: Gorg, 1974
- El cavaller Tirant. Barcelona: Edebé, 1974
- Tirant lo Blanc. València: Eliseu Climent / 3i4, 1980
- Ca, barret! [mit Jaume Vidal Alcover]. Palma de Mallorca: Moll, 1984

#### Essay
- Cita de narradors (mit Manuel de Pedrolo, Jordi Sarsanedas, Joan Perucho i Josep M. Espinàs). Barcelona: Selecta, 1958
- Historias de Barcelona [Bilder von A. Basté]. Barcelona: Barrigotic, 1963
- La dona a Catalunya: consciència i situació. Barcelona: Ed. 62, 1966
- Dia sí, dia no: apunts sobre la nostra societat actual. Barcelona: Llibres de Sinera, 1968
- La dona catalana. Barcelona: Mateu, 1968
- Els vells. Barcelona: Mateu, 1968
- La joventut és una nova classe? Barcelona: Edicions 62, 1969
- El feminismo ibérico. Vilassar de Mar: Oikos-tau, 1970
- De profesión mujer. Esplugues de Llobregat: Plaza & Janés, 1971
- Salvador Espriu. Barcelona: Dopesa, 1972
- El feminisme a Catalunya. Barcelona: Nova Terra, 1973
- Poema i vers o El cor salvatge de Carles Riba. Barcelona: Institut d’Estudis Hel·lènics - Departament de Filologia Catalana, Universitat de Barcelona, 1973
- Carta abierta al macho ibérico. Madrid: Ediciones 99, 1973
- El comportamiento amoroso de la mujer. Barcelona: Dopesa, 1974
- La dona. Barcelona: Dopesa, 1976
- Cada cosa en el seu temps i lectura cada dia. Barcelona: Dopesa, 1976
- Subirachs o el retrat de l’artista com a escultor adult. Barcelona: Dopesa, 1976
- La dona i la Segona República. Barcelona: Ed. 62, 1977
- Temps passat, notícia d’avui: una història de Catalunya. Barcelona: Vicens Vives, 1978
- Dies i hores de la Nova Cançó. Barcelona: Abadia de Montserrat, 1978
- Antifémina (mit Colita). Madrid: Editora Nacional, 1978
- En busca de la mujer española. Barcelona: Laia, 1982
- Diàlegs a Barcelona: M. Aurèlia Capmany, Pasqual Maragall [Unterhaltung aufgeschrieben von Xavier Febrés]. Barcelona: Ajuntament de Barcelona-Laia, 1984
- Retrobar Barcelona [mit Jaume Sobraqués]. Barcelona: Lunwerg, 1986
- Fem memòria. El port de Barcelona. Barcelona: Lunwerg, 1990
- ¿Qué diablos es Cataluña? Madrid: Temas de hoy, 1990
- Barcelona entre mar i muntanya. Barcelona: Polígrafa, 1992

#### Memoiren
- Pedra de toc (2 Bände). Barcelona: Nova Terra, 1970–1974
- Dietari de prudències. Barcelona: La Llar del Llibre, 1981
- Mala memòria. Barcelona: Planeta, 1987
- Això era i no era. Barcelona: Planeta, 1989

#### Comic
- Dona, doneta, donota (mit Avel·lí Artís-Gener). Barcelona: EDHASA, 1979

#### Sammelwerke
- Obra completa (7 Bände). Barcelona: Columna, 1993–2000 (Verlag von Guillem-Jordi Graells)

#### Drehbücher
- L’alt rei en Jaume. Fernsehen, 1977–1978
- La nina. Televisió, 1977–1978 [basiert in Casa de nines von Ibsen].
- Tereseta-que-baixava-les-escale. Fernsehen, 1977–1978 [basiert in der homonyme Erzählung von Salvador Espriu]
- Aquesta nit no vindrem a sopar. Fernsehen, 1978–1979
- La nit catalana. Fernsehen, 1978–1979
- Temps passat, notícia d’avui. Ràdio 4, 1979
- Història de Catalunya, 1977–1978 (45 Kapiteln). Radio. Verlag in Kassette (1979).
- Les nits de la tieta Rosa. Fernsehen, 1980

#### Übersetzungen

##### Aus dem Französischen
- BALZAC, Honoré de: L'última encarnació de Vautrin. Barcelona: Nova Terra, 1972
- DURAS, Marguerite: Un dic contra el pacífic [Un barrage contre le Pacifique]. Barcelona: Edicions 62, Col. El Balancí 2, 1965
- FOURNIER, Alain: El gran Meaulnes [Le grand Meaulnes]. Barcelona: Edicions 62, Col. El Trapezi 10, 1966
- KASSAK, Fred: Carambolades [Carambolages]. Barcelona: Edicions 62, Col. La cua de palla, 1963
- LAFONT, Robert: Història de la literatura occitana. Barcelona: Dopesa, Col. Pinya de Rosa 8 i 9, 1973
- PROUST, Marcel: A la recerca del temps perdut [À la recherche du temps perdu]. Barcelona: Columna, 1990-1991 [mit Jaume Vidal Alcover]
- SARTRE, Jean-Paul: Fenomenologia i existencialisme [L’existencialisme est un humanisme]. Barcelona: Laia, 1982
- SIMENON, Georges: Liberty Bar. Barcelona: Edicions 62, Col. La cua de palla 28, 1965
- SIMENON, Georges: El gos groc [Le chien jaune]. Barcelona: Edicions 62, Col. La cua de palla 48, 1966 / Barcelona: Àrea, 1989 / Barcelona: Columna, 1995
- SIMENON, Georges: La nit de la cruïlla. Barcelona: Edicions 62, Col. La cua de palla, 1966
- SIMENON, Georges: L’Ombra xinesa. Barcelona: Edicions 62, Col. La cua de palla 54, 1967
- SIMENON, Georges: Maigret i el client del dissabte [Maigret et le client du samedi]. Barcelona: Edicions 62, Col. La cua de palla 62, 1968
- SIMENON, Georges: Signat Picpus [Signée Picpus]. Barcelona: Edicions 62, Col. La cua de palla 65, 1968
- STEWART, Terry: Mà forta [La belle vie]. Barcelona: Edicions 62, Col. La cua de palla 2, 1963
- VÉRY, Pierre: El senyor Marcel de la funerària. Barcelona: Edicions 62, Col. La cua de palla 19, 1964
- VÉRY, Pierre: Goupi Mans-Roges [Goupi Mans-Rouges]. Barcelona: Edicions 62, Col. La cua de palla 16, 1964

##### Aus dem Italienischen
- CALVINO, Italo: El baró rampant [Il barone rampante]. Barcelona: Edicions 62, Col. El Balancí 7, 1965 / Barcelona: Avui, 1995
- CASSOLA, Carlo: La tala del bosc [Il taglio del bosco]. Barcelona: Edicions 62, Col. El Trapezi 8, 1966
- CHIARINI, Luigi: Art i tècnica del film [Arte e tecnica del film]. Barcelona: Edicions 62, Col. A l’abast 13, 1967
- LIONNI, Leo: Frederick. Barcelona: Lumen, 1969
- PASOLINI, Pier Paolo: Una vida violenta [Una vita violenta]. Barcelona: Edicions 62, Col. El Balancí 32, 1967
- PAVESE, Cesare: La lluna i les fogueres [La luna e il falò]. Barcelona: Edicions 62, Col. El Balancí 12, 1965
- PIRANDELLO, Luigi: Aquesta nit improvisem [Questa notte si recita a soggetto]. Barcelona: Institut del Teatre-Diputació de Barcelona, 1996
- PRATOLINI, Vasco: Crònica dels pobres amants [Cronache di poveri amanti]. Barcelona: Edicions 62, Col. El Balancí 1, 1965
- PRATOLINI, Vasco: Metel·lo [Metello]. Barcelona: Edicions 62, Col. El Balancí 15, 1966
- VITTORINI, Elio: Conversa a Sicília [Conversazione in Sicilia]. Barcelona: Edicions 62, Col. El Balancí 19, 1966

##### Aus dem Englischen
- CAIN, James M.: Doble indemnització [Double Indemnity]. Barcelona: Edicions 62, Col. La cua de palla 28, 1965